# Burg Roßlau
Die Burg Roßlau ist eine Wasserburg bei etwa 58 m über NN in Ortslage in der Straße Am Schlossgarten 18b im Stadtteil Roßlau in Dessau-Roßlau, Sachsen-Anhalt.

## Geschichte
Die ältesten Teile der Burg stammen aus dem 12. Jahrhundert. An gleicher Stelle stand zuvor aber bereits eine slawische Siedlungsburg.
Untersuchungen an den Gemäuern haben ergeben, dass nur die Aussage vor 1400 für die Bauzeit getroffen werden kann. In der ersten Bauphase entstanden Wohnturm und Ringmauer, später folgten zwei weitere Bauten, die sich nur in geringsten Fundamentresten belegen lassen. Besondere Merkmale dieser mittelalterlichen Burg sind der repräsentative Wohnturm und die aufgefundene mittelalterliche Warmluftheizung (Steinkammer-Luftheizung). Bei Ausgrabungen fand man auf dem Burggelände mehrere Funde aus dieser Zeit, so eine Schachfigur sowie einen goldenen Ring, den Roßlauer Treuering, wohl einer der ältesten Eheringe in Deutschland. Erstmals urkundlich datiert ist die Burg im Jahre 1358 als rozlowe dat hus, als die Fürsten von Anhalt die Burg von den Lindauer Grafen zurückkauften.
Die Rundburg war Sitz des Ministerialgeschlechts der von Schlichting. Sie ist als Niederungsburg mit drei Wassergräben angelegt worden. 1348 kam die Burg in den Besitz der Fürsten von Anhalt. Bis ins 16. Jahrhundert wurde sie anschließend ausgebaut und stark erweitert.
Ab der Mitte des 17. Jahrhunderts verlor die Burg an Bedeutung, da die Fürsten von Anhalt-Zerbst nach Schloss Zerbst umgezogen waren. 1740 wurde in der Nähe der Burg ein heute noch erhaltenes Jagdschloss errichtet, welches mit einer Brücke mit Burg Roßlau verbunden war.
Erst Herzog Heinrich von Anhalt-Köthen interessierte sich im 19. Jahrhundert wieder für die Burg und sanierte sie zwischen 1836 und 1838, sodass diese wieder als Herrschaftssitz dienen konnte.
Die Burg und das Schloss wechselten ihren Besitzer mit dem Aussterben der Fürstenlinie von Anhalt-Zerbst (1793) und Anhalt-Köthen (1847). Ab Mitte des 19. Jahrhunderts diente das Schloss als herzogliche Revierförsterei. 1870 brannte die Burg vollständig aus. Erst 1923/24 wurden wieder Wohnungen eingerichtet, die bis 1986 genutzt wurden. Nach dem Krieg zog außerdem das Katasteramt der Gemeinde ein.

## Aktuell
Heute sind die Burg und das Schloss nicht mehr bewohnt bzw. werden nicht mehr genutzt. Die Gebäude und das Burggelände sind denkmalgeschützt und warten auf eine neue und sinnvolle Nutzung. Ein Förderverein wurde gegründet. Teilweise wird das Burggelände in den Sommermonaten für Open-Air-Veranstaltungen, wie zum Beispiel das Destruction Derby oder das Musikfestival This Is Ska genutzt.
Der Förderverein Burg Roßlau e.V. organisiert jährlich zu Ostern einen Ostermarkt und am 2. Advent-Wochenende einen großen Adventsmarkt.
Die theaterBurg Roßlau veranstaltet im oberen Burghof jährlich Ende Juli/August den Burgtheatersommer Rosslau mit einer speziell für die Burg eingerichteten klassischen Theaterproduktion.

Die Burg Roßlau um 1840
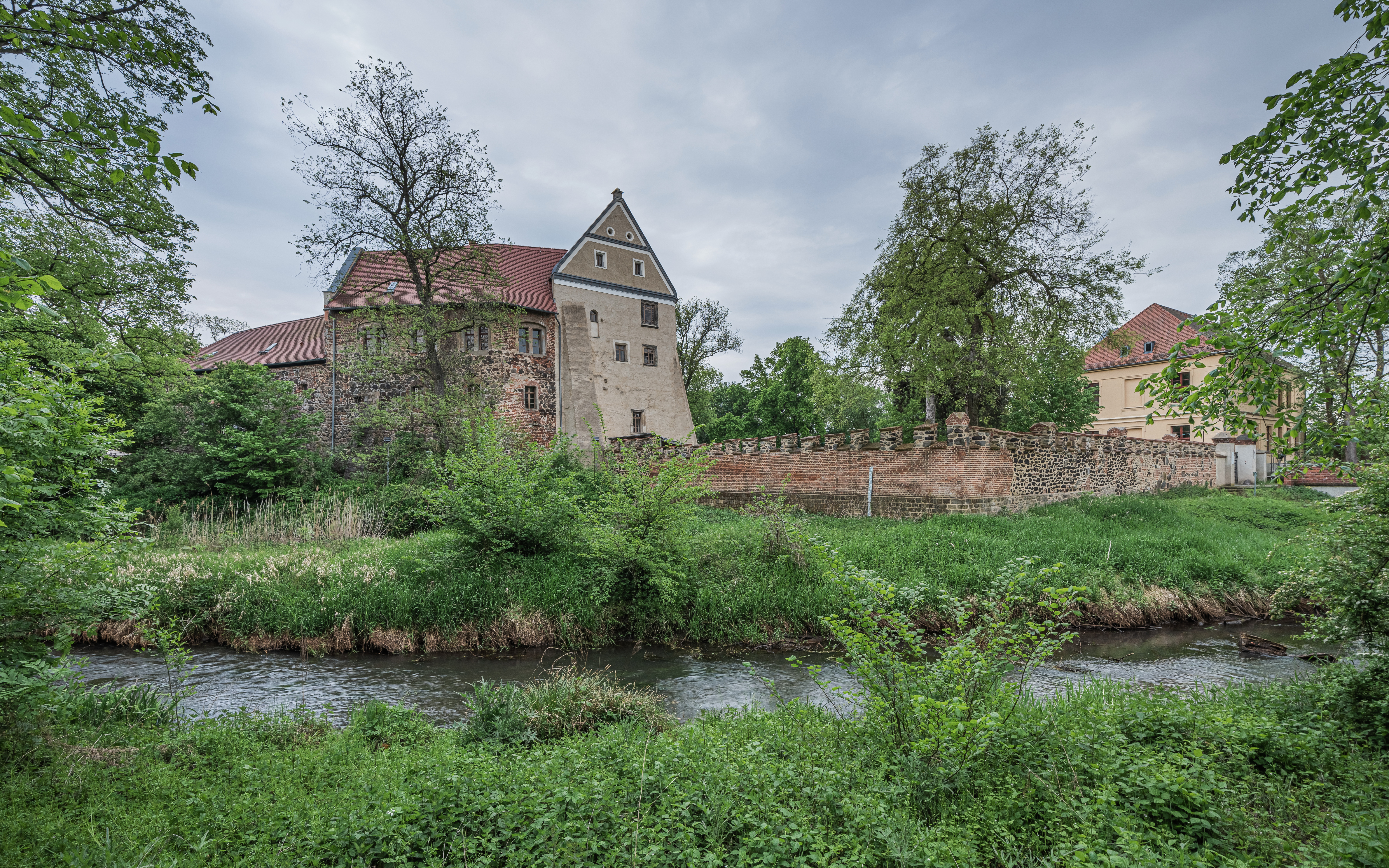
Die Rossel und die Burg Roßlau
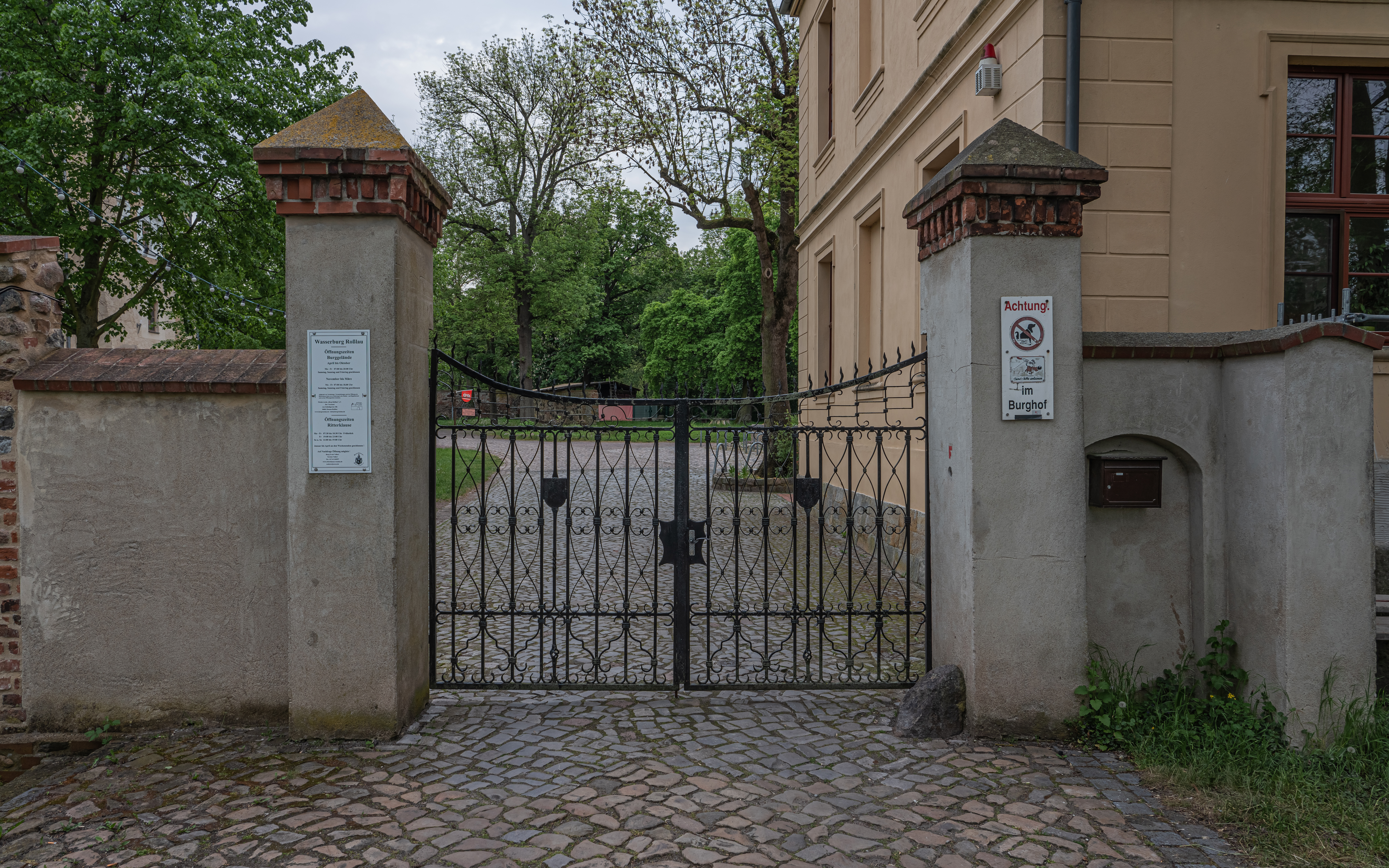
Eingangstor
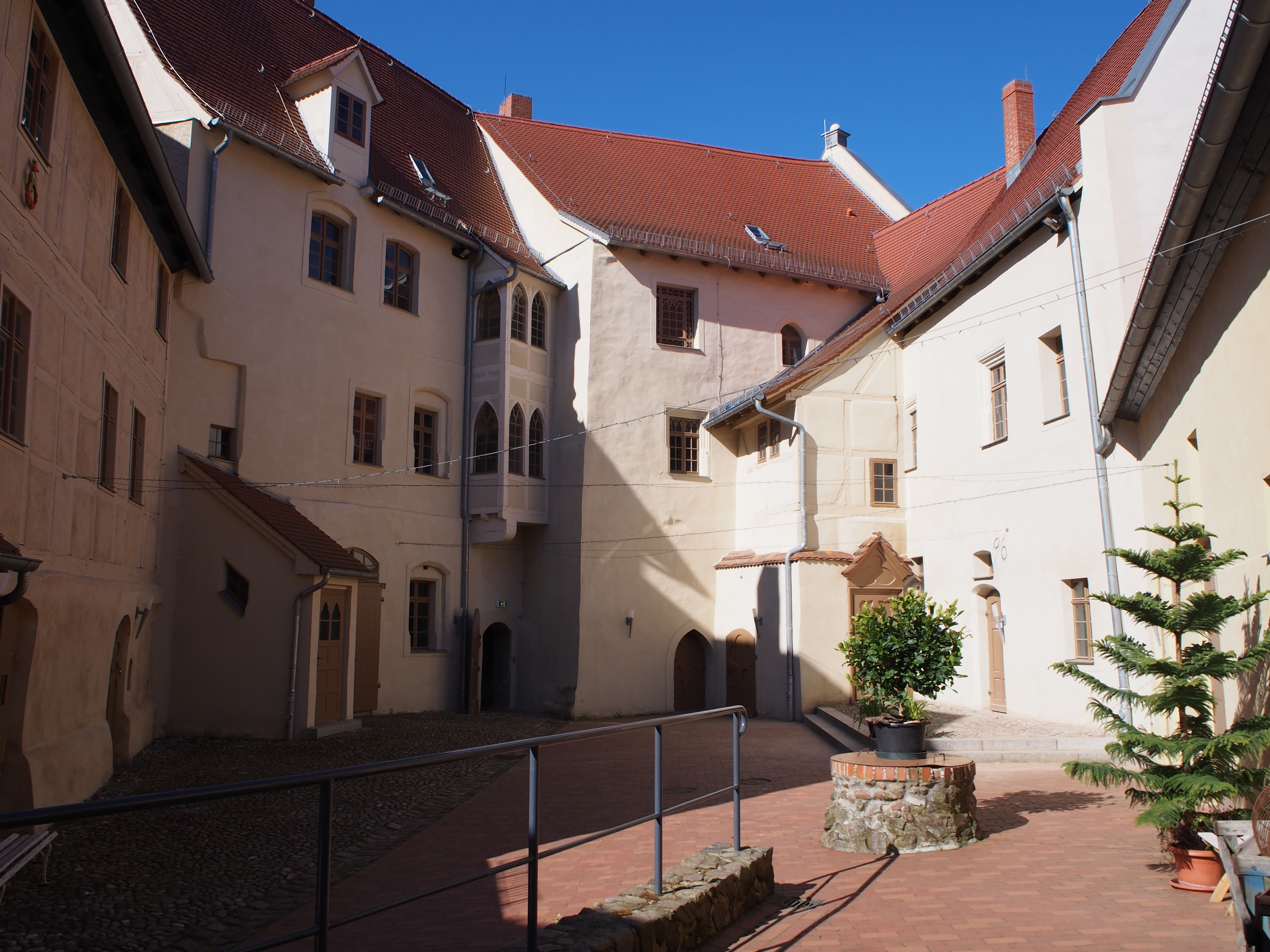
Innenhof